# كورنيليوس لورانس
كورنيليوس لورانس (بالإنجليزية: Cornelius Lawrence)‏ (و. 1791 – 1861 م) هو سياسي من الولايات المتحدة الأمريكية .